# Hornsterburen
Hornsterburen (Fries: Hoarnsterbuorren) is een streeknaam en voormalige buurtschap in de gemeente Súdwest-Fryslân, in de Nederlandse provincie Friesland. Horsterburen lag tussen Irnsum en Roordahuizum ter plaatse van de huidige Hegedyk bij de Friese beek de Moezel. 
Rond 1700 werd de plaats geschreven als Hornster Buiren en vanaf de 19e als Hornsterburen. De naam verwijst naar een nederzetting (buren) hoek (horn). Het aantal boerderijen in de streek fluctueerde door de eeuwen heen.
Tot 1 januari 1984 behoorde Hornsterburen tot de gemeente Rauwerderhem en daarna tussen 1984 en 2014 bij de gemeente Boornsterhem.
Steden: Bolsward · Hindeloopen · IJlst · Sneek · Stavoren · Workum

Dorpen en gehuchten: Abbega · Allingawier · Arum · Blauwhuis · Bozum · Breezanddijk · Britswerd · Burgwerd · Cornwerd · Dedgum · Deersum · Edens · Exmorra · Ferwoude · Folsgare · Gaast · Gaastmeer · Gauw · Goënga · Greonterp · Hartwerd · Heeg · Hemelum · Hennaard · Hichtum · Hidaard · Hieslum · Hommerts · Idsegahuizum · IJsbrechtum · Indijk · It Heidenskip · Itens · Jutrijp · Kimswerd · Kornwerderzand · Koudum · Kubaard · Loënga · Lollum · Longerhouw · Lutkewierum · Makkum · Molkwerum · Nijhuizum · Nijland · Offingawier · Oosterend · Oosterwierum · Oosthem · Oppenhuizen · Oudega · Parrega · Piaam · Pingjum · Poppingawier · Rauwerd · Rien · Roodhuis · Sandfirden · Scharl · Scharnegoutum · Schettens · Schraard · Sijbrandaburen · Terzool · Tirns · Tjalhuizum · Tjerkwerd · Uitwellingerga · Waaxens · Warns · Westhem · Wieuwerd · Witmarsum · Wolsum · Wommels · Wons · Woudsend · Zurich

Buurtschappen: Abbegaasterketting · Anneburen · Arkum · Atzeburen · Baarderburen · Baburen · Bernsterburen · De Bieren · De Blokken · De Hel · De Grits · De Kat · De Klieuw · De Polle · De Wieren · Dijksterburen · Doniaburen · Draaisterhuizen · Driehuizen · Eemswoude · Engwerd · Engwier · Exmorrazijl · Feyteburen · Flansum · Galamadammen · Gooium · Grauwe Kat · Grote Wiske · Grotewierum · Harkezijl · Hayum · Hemert · Hidaarderzijl · Hoekens · Hornsterburen · Idzega · Idserdaburen · Indijk (Bozum) · Jet · Jonkershuizen · Jousterp · Jouswerd · Kampen · Kleine Gaastmeer · Kleine Wiske · Kleiterp · Kooihuizen · Koufurderrige  · Kromwal · Koudehuizum · Laaxum · Laad en Zaad · Lippenwoude · Lytshuizen · Makkum (Bozum) · Meilahuizen · Montsamaburen · Nijeburen · Nijeklooster · Nijezijl · Oosthem (Witmarsum) · Osingahuizen · Piekezijl · Remswerd · Rijtseterp · Scharneburen · Schrok · Sieswerd · Sjungadijk · Smallebrugge · Sotterum · Speers  · Strand · Swaanwerd · Swarte Beien · Tsjerkebuorren · Vierhuizen · Viersprong · Vijfhuis · Vissersburen  · Het Vliet· Westerlittens · Wolsumerketting · Wonneburen · Ypecolsga

 Voormalige buurtschappen: Aaksens · Angterp · De Band · Barsum · De Bird · Bittens · Bloemkamp · Bootland · Bovenburen · Doniawier · Goëngamieden · Hiddum · Houw · Knossens · De Nes · Ottenburen · Sandfirderrijp · Slijp · Spijk · De Weeren 

Friesland: Steden en dorpen      Nederland: Provincies · Gemeenten